# Lesly Kiss
Lesly Kiss (Barcelona, 16 de agosto de 1981) es una ex actriz pornográfica española.

## Biografía
Antes de convertirse en actriz porno, Lesly Kiss trabajó en fábricas, supermercados, pescaderías y hasta de camarera. En 2005, animada por su entonces novio, decidió presentarse al casting del Festival erótico de Barcelona.
Debutó con Pedro Penepiedra y desde entonces ha grabado películas como Back 2 Evil 2 de Nacho Vidal, Amigas de Conrad Son, Dieta mediterránea de Isi Lucas, una producción de Giancarlo Candiano.
En 2009 escribió y presentó su autobiografía Nacida inocente, publicada por Robin Books.

## Apariciones
- Programas de televisión: Ana Rosa Quintana, ¿Dónde estás corazón?.
- Revistas: Lib, Galicia Erótica.